# قوانين الحدود

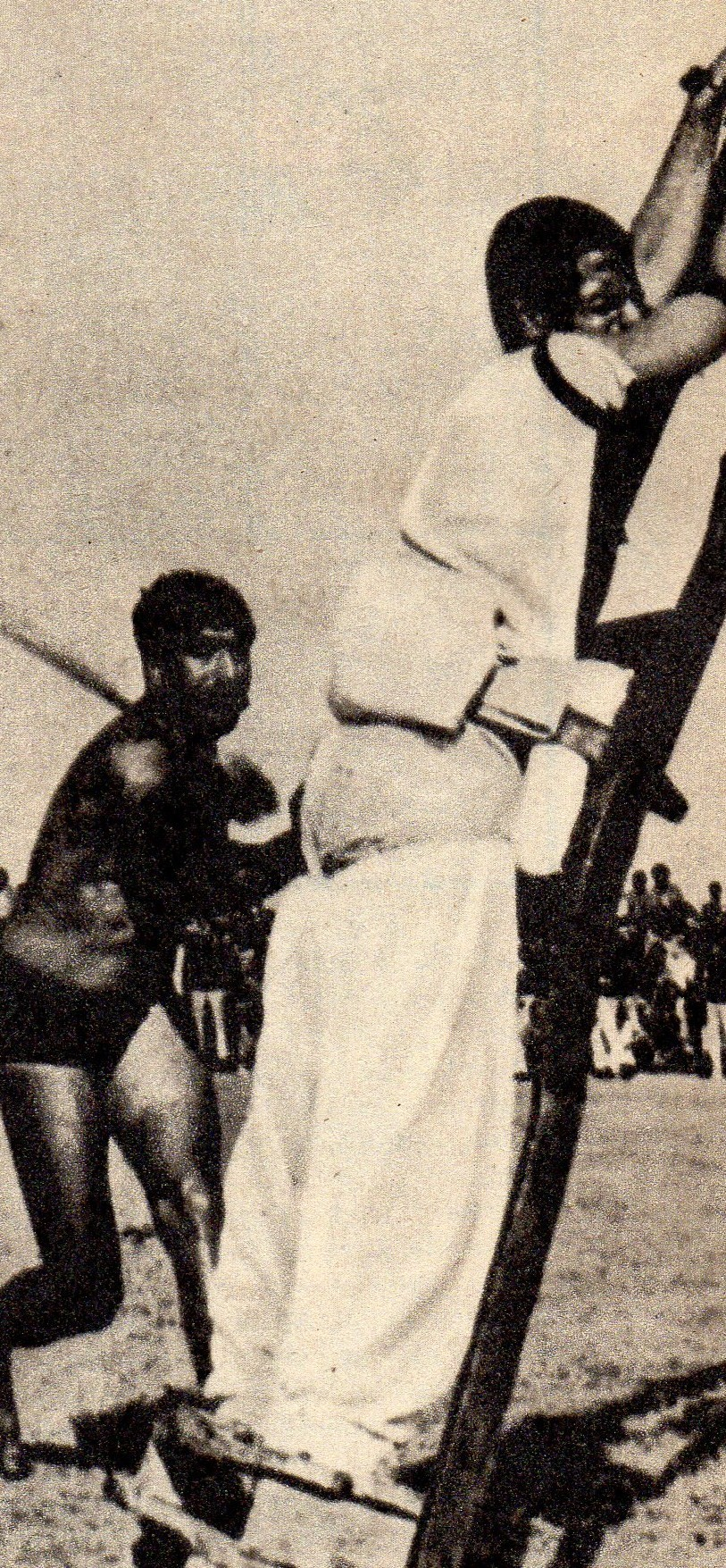
جلد رجل أغوى امرأة في إسلام آباد في باكستان (أواخر السبعينات).

قوانين الحدود هي مجموعة قوانين في باكستان سُنَّت في عام 1979 كجزء من مشروع تطبيق الشريعة في باكستان خلال نظام محمد ضياء الحق. استُبدلت أجزاء من قانون العقوبات الباكستاني في الحقبة البريطانية، وأُضيفت جرائم جنائية جديدة مثل الخيانة الزوجية والزنا، وعقوبات الشريعة الإسلامية مثل الجلد وقطع يد السارق ورجم الزاني المُحصن. أُجريت تعديلات على أجزاء من القانون بشكل مكثف في عام 2006 بعد سنّ قانون حماية المرأة.
كان الهدف من قانون الحدود تطبيق الشريعة الإسلامية أو جعل القانون الباكستاني "متوافقًا مع أحكام الإسلام"، عن طريق تطبيق العقوبات المذكورة في القرآن والسنة مثل حد الزنا، وحد القذف، والسرقة، وشرب الخمر. ويتطلب تطبيق الحدود مستوى أعلى من الإثبات، ويمكن للقاضي أن يُطبق التعزير حسب تقديره.

## تعديلات القانون في 2006
في عام 2006 اقترح الرئيس برويز مشرف تعديل القانون، وفي 15 نوفمبر 2006 تم تمرير قانون حماية المرأة في الجمعية الوطنية، والذي تطرق لموضوع الاغتصاب ومواضيع مشابهة. وصدق مجلس الشيوخ على مشروع القانون في 23 نوفمبر 2006، وأصبح قانونًا بعد أن وقع عليه الرئيس مشرف في 1 ديسمبر 2006.